# Shoaling

Shoaling van een golf nabij de kust

Shoaling is het hoger worden van golven bij een strand. Een goed Nederlands woord is hiervoor niet beschikbaar. Doordat de voortplantingssnelheid van een golf afhangt van de waterdiepte, gaat die golf steeds langzamer lopen als hij in ondieper water komt. De voorkant van de golf vertraagt hierdoor eerder dan de achterkant, en de golf wordt dus korter. Omdat de energie van een enkele golf gelijk blijft, maar over een kortere lengte verdeeld moet worden, wordt de golf dus hoger.

Shoaling coëfficiënt als functie van de waterdiepte

## Wiskundige afleiding
De vergroting van de golfhoogte wordt aangegeven met de shoaling-coëfficiënt {\displaystyle K_{s}}. Deze is 
{\displaystyle K_{s}={\frac {H}{H_{0}}}={\sqrt {{\frac {1}{\tanh {kh}}}{\frac {1}{2n}}}}}
Hierin is {\displaystyle H} de golfhoogte op het gevraagde punt en {\displaystyle H_{0}} de diepwatergolfhoogte; {\displaystyle k} is het golfgetal ({\displaystyle k={\frac {2\pi }{L}}}), {\displaystyle n} is de verhouding tussen groepssnelheid en golfsnelheid en {\displaystyle h} is de waterdiepte. Zie ook bijgaande grafiek. {\displaystyle L_{0}} is de golflengte op diep water, deze is {\displaystyle 1,56T^{2}}
De energiestroom van golven naar de kust is
{\displaystyle U=Ec_{g}=Enc={\text{constant}}}
waarin {\displaystyle E} de golfenergie is, {\displaystyle c_{g}} de groepssnelheid van de golf (dit is ook de snelheid waarmee de golfenergie zich voortplant) en {\displaystyle c} de lokale voortplantingssnelheid; {\displaystyle n} is dus de ratio tussen {\displaystyle c_{g}} en {\displaystyle c}. Op diep water is {\displaystyle c_{g}=c}, dus {\displaystyle n}=0,5 , op ondiep water is {\displaystyle n}=1..
Als we de energiestroom op twee punten vergelijken (die moet hetzelfde zijn, want er gaat geen energie verloren), dan geldt:
{\displaystyle U_{2}=U_{1}\rightarrow E_{2}n_{2}c_{2}=E_{1}n_{1}c_{1}\rightarrow H_{2}^{2}n_{2}c_{2}=H_{1}^{2}n_{1}c_{1}}
oftewel:
{\displaystyle {\frac {H_{2}}{H_{1}}}={\sqrt {{\frac {c_{1}}{c_{2}}}{\frac {n_{1}}{n_{2}}}}}}
En als voor {\displaystyle H_{2}} {\displaystyle H} ingevuld wordt en voor  {\displaystyle H_{1}} {\displaystyle H_{0}}, dan leidt dit tot de formule voor {\displaystyle K_{s}}.
Volgens deze formules wordt in heel ondiep water de golf oneindig hoog. Dat kan natuurlijk niet, als een golf te hoog wordt t.o.v. de lengte dan wordt deze instabiel en breekt de golf. Dit is de branding. De shoalingformule is dus alleen geldig zeewaarts van het brekerpunt.

## Tsunami's
Ook bij een tsunami treedt shoaling op, en in sterke mate omdat een tsunami een heel lange golf is. Op diep water is de hoogte van een tsunami vrij laag (ordegrootte van een meter), en omdat de golflengte heel groot is (orde 200 km), is deze golf visueel niet waar te nemen. De periode van een tsunami is in de orde van een half uur, dat geeft op diep water een voortplantingssnelheid van ongeveer 100 m/s. In ondiep water (bijv. 10 m) neemt de voortplantingssnelheid af tot ca. 10 m/s. De shoalingcoëfficiënt is dan ongeveer 10, dus wordt de tsunami daar 10 meter hoog. Er treedt dus een sterke shoaling op. En omdat de verhouding golfhoogte/waterdiepte dan vrij groot geworden is, krijgt deze tsunamigolf een heel sterk front waardoor die uiteindelijk ook breekt. Dat is de "muur van water" die vaak aan de kust waargenomen wordt.

## Referentie
1. ↑  Eind 19e eeuw werd hiervoor soms het woord golfverheffing gebruikt, maar dit is niet meer gangbaar. (Golfverheffingen te IJmuiden, De Ingenieur, 23 juni 1900). Overigens werd in die tijd golfoploop soms ook golfverheffing genoemd.
2. ↑  (en) Bosboom, Judith, Stive, Marcel (1 februari 2021). Coastal dynamics. TU Delft Open. DOI:10.5074/T.2021.001, pp 172-174. ISBN 978-94-6366-371-7. Gearchiveerd op 22 november 2021. Geraadpleegd op 1 december 2021.